# Шклудов, Пётр Александрович
Пётр Александрович Шклудов (род. 28 июля 1960) — советский белорусский шашист, шашечный композитор и решатель, спортивный журналист, организатор международных соревнований, изобретатель интеллектуальных игр. Победитель первого личного чемпионата мира по составлению проблем в русские шашки (64-PWCP-I, 2011—2012), победитель 64-PWCE-I (2012—2013). Призёр чемпионата СССР по шашечной композиции (не был ни разу призёром ни одного чемпионата СССР) Многократный чемпион и призёр чемпионатов БССР и Республики Беларусь по шашечной композиции. Участник (с 1979) заочных турниров по шашечным поддавкам — 1 место в IV заочном чемпионате Беларуси (1991), 4 место на V заочном чемпионате России (2007—2008). Разработал правила шашечной композиции CPI FMJD (для русских шашек)-информация не актуальна, поскольку эти правила юридически не существуют, а сама комиссия cpi fmjd была ликвидирована на Генеральной Ассамблее FMJD в октябре 2017г.
Мастер спорта Беларуси по шашечной композиции (1994). Играет в русские, обратные русские (поддавки), международные, и др. шашки.
Проживает в г. Новополоцк Витебской области. По специальности — оператор на нефтеперерабатывающем заводе «Нафтан».

## Образование
Окончил Новополоцкий политехнический институт (1982) по специальности «технология переработки нефти и газа».

## Спортивные достижения
По его собственным словам, «серьезное увлечение шашками началось с решения конкурсных заданий в газетах и журналах. Первая победа была в конкурсе решений в журнале „Бярозка“ (Минск) в 1973 году и комплект дорожных шашек от судьи конкурса А. В. Рокитницкого».

## Издательская деятельность
Выпускал в 1997—2000-х годах журналы, посвящённые интеллектуальным играм (прежде всего шашкам и шахматам и их экзотическим разновидностям): «Мой журнал», «Шашечный листок» (оба — с 1997), «Патент» (с 1999), распространение — в экс-СССР (Беларуси, Украине, России, Эстонии, Латвии, Литве), а также в Хорватии и Польше.

## Интеллектуальные игры
Изобрел и популизировал белорусские шашки, белорусские шахматы (совместно с Николаем Грушевским), двойные шашки. По ним, а также таким видам, как шабел, самарские шашки, эстонские шахматы, столбовые шашки и др. проводил конкурсы решений и составлений, писал теоретические статьи (публикации — в изданиях Петра Шклудова и др.).

## Семья
Женат, в семье двое дочерей: Маргарита, Татьяна.